# Chéquia no Festival Eurovisão da Canção
A Chéquia participou no Festival Eurovisão da Canção 13 vezes, tendo marcado presença na final, pela primeira vez, em 2016, onde se classificou em 25º lugar.

## História

### Antecedentes
Durante o tempo da Checoslováquia, a emissora Československá televize (ČST) transmitiu várias edições desde a década de 60, tendo, inclusive, feito parte de algumas participações, como a de Karel Gott, em representação da Áustria em 1968, e a da Prague Theatre of Illuminated Drawings, no interval da edição de 1984.
Para além disso, várias das canções vencedoras foram interpretadas por artistas checos e eslovacos (por exemplo, a canção "Save Your Kisses for Me" do grupo Brotherhood of Man foi cantada na versão checa de "Já hádpu tam a ty tam" por Jiří Korn e Helena Vondráčková). Entre 1977 e 1980, o festival Festival Intervisão da Canção, realizado em Sopot, na Polónia, tornou-se o equivalente à Eurovisão no Bloco de Leste, com a Checoslováquia a vencer três vezes: em 1977, com "Malovaný džbánku", de Helena Vondráčková; em 1978, com "Patrik", de Václav Neckář; e em 1980, com "Chcem sa s tebou deliť", de Marika Gombitová, com as duas primeiras músicas cantadas em checo e a última em eslovaco. 
Em 1988, Lenka Filipová recebeu uma oferta para participar no Festival Eurovisão da Canção, onde interpretaria a canção "Ne partez pas sans moi" em francês, representando a Suíça. Na Checoslováquia, contudo, Filipová não recebeu autorização para viajar, porque se diz que não pode representar um país estrangeiro. Foi rapidamente substituída por Céline Dion, que na época era uma aspirante a cantora e venceu o Festival Eurovisão da Canção com esta canção, lançando a sua carreira.
Após a dissolução do estado em 1993, a Eslováquia participou três vezes entre 1994 e 1998, antes de se retirar, até voltar em 2009, para voltar a retirar-se em 2013. 

### Participações
A primeira vontade de estrear aconteceu quando a emissora checa Česka Televize planeava enviar representantes para a pré-eliminatória Kvalifikacija za Millstreet, em 1993, acabando por não se materializar, assim como as tentativas seguintes em 2005, e em 2006.
O país fez finalmente a sua estreia em 2007, participando até 2009, com, no entanto, maus resultados, sendo o seu melhor nesta época o 18º (e penúltimo) lugar na semifinal, com "Have Some Fun".
Após cinco anos de ausência, a Česka Televize anunciou, a 19 de novembro de 2014, o regresso do país ao certame e, apesar de não ter conseguido a passagem à final (13º lugar na semifinal), foi o início de um período de um novo período da Chéquia na Eurovisão, pois obteve a sua primeira qualificação no ano seguinte, com "I Stand", que se classificou em 25º lugar na final, seguindo-se mais quatro qualificações, em 2018 com "Lie To Me" (que se classificou em 6º lugar, o melhor resultado do país até hoje), em 2019 com "Friend of a Friend", em 2022 com "Lights Off" e em 2023 com "My Sister's Crown".

## Modelo de seleção
O modelo de seleção das representações checas no Festival Eurovisão da Canção variou entre as finais nacionais e as seleções internas, sendo que estas foram só usadas em quatro ocasiões (2015, 2016, 2017 e 2021) com a participação de 2009 a ser decidida através de um modelo misto: seleção interna do artista (neste caso, os Gipsy.cz) e final nacional para a canção.
As finais nacionais foram o modelo utilizado durante a primeira era de participações da Chéquia, consistindo num único espetáculo (uma final), precedida por um período alargado de votação das canções através de SMS. Em 2009, contudo, não houve uma final nacional no sentido clássico do termo, apenas um anúncio da escolha da canção através do programa Noc s Andělem.
Em 2015, a participação foi escolhida através de uma seleção interna, em que a canção foi escolhida por um painel de cinco membros, de entre 29 propostas que foram submetidas por Ondřej Soukup, músico e compositor checo mandatado pela Česka Televize para compor e criar canções, levando em consideração canções escritas pelos seus colaboradores e outros compositores conhecidos. O modelo foi seguido em 2016, com a canção escolhida por um painel de cinco membros, de entre 40 propostas, modelo também seguido em 2017, desta vez através de livre submissão.
Em 2018, a Česka Televize anunciou que o modelo de final nacional iria voltar, com a abertura de candidaturas de livre submissão, e uma final nacional composta por seis canções escolhidas pela emissora, cujo vencedor seria decidido através de um júri internacional e do público, que votava através da aplicação oficial durante um período alargado. Este modelo tem vindo a ser o seguido desde então (à exceção de 2021, cujo artista foi escolhido através de seleção interna, e a canção através da emissora), com alterações, que incluíram a introdução, em 2022, do público internacional, com uma ponderação de 25%, igual ao do público checo, e a eliminação do júri em 2023, passando o público internacional a valer 70% e o checo 30%.
A título de nota, as finais nacionais a não são transmitidas na televisão mas, a partir de 2022, através do site oficial da Česka Televize e, em 2023, também do site oficial da Eurovisão.
| Ano  | Nome                                                        | Data(s)                                                     | Processo de seleção                                          | Modelo de votação                                                           | Refs.         |
| ---- | ----------------------------------------------------------- | ----------------------------------------------------------- | ------------------------------------------------------------ | --------------------------------------------------------------------------- | ------------- |
| 2007 | Eurosong                                                    | 10 de março de 2007                                         | Final nacional com 9 canções                                 | Televoto via SMS                                                            | [ 32 ]        |
| 2008 | Eurosong                                                    | 26 de janeiro de 2008                                       | Final nacional com 10 canções                                | Televoto via SMS                                                            | [ 33 ]        |
| 2009 | Eurosong                                                    | Artista: 30 de janeiro de 2009 Canção: 14 de março de 2009  | Seleção interna para o artista; final nacional com 2 canções | Televoto via SMS                                                            | [ 21 ] [ 34 ] |
| 2015 |                                                             | Artista: 31 de janeiro de 2015 Canção: 10 de março de 2015  | Seleção interna                                              |                                                                             | [ 35 ]        |
| 2016 | Artista: 10 de março de 2016 Canção: 11 de março de 2016    | [ 36 ]                                                      | Seleção interna                                              |                                                                             |               |
| 2017 | Artista: 15 de fevereiro de 2017 Canção: 7 de março de 2017 | [ 37 ]                                                      | Seleção interna                                              |                                                                             |               |
| 2018 | Eurovision Song CZ                                          | 29 de janeiro de 2018                                       | Final nacional com 6 canções                                 | Júri internacional (50%) e público (50%)                                    | [ 28 ]        |
| 2019 | Eurovision Song CZ                                          | 28 de janeiro de 2019                                       | Final nacional com 8 canções                                 | Júri internacional (50%) e público (50%)                                    | [ 38 ]        |
| 2020 | Eurovision Song CZ                                          | 3 de fevereiro de 2020                                      | Final nacional com 7 canções                                 | Júri internacional (50%) e público (50%)                                    | [ 39 ]        |
| 2021 |                                                             | Artista: 13 de maio de 2020 Canção: 16 de fevereiro de 2021 | Seleção interna                                              |                                                                             | [ 29 ]        |
| 2022 | ESCZ                                                        | 16 de dezembro de 2021                                      | Final nacional com 7 canções                                 | Júri internacional (50%), público internacional (25%) e público checo (25%) | [ 40 ]        |
| 2023 | ESCZ                                                        | 7 de fevereiro de 2023                                      | Final nacional com 5 canções                                 | Público internacional (70%) e público checo (30%)                           | [ 30 ]        |
| 2024 | ESCZ                                                        | 12 de dezembro de 2023                                      | Final nacional com 7 canções                                 | Público internacional (70%) e público checo (30%)                           | [ 41 ]        |

## Galeria

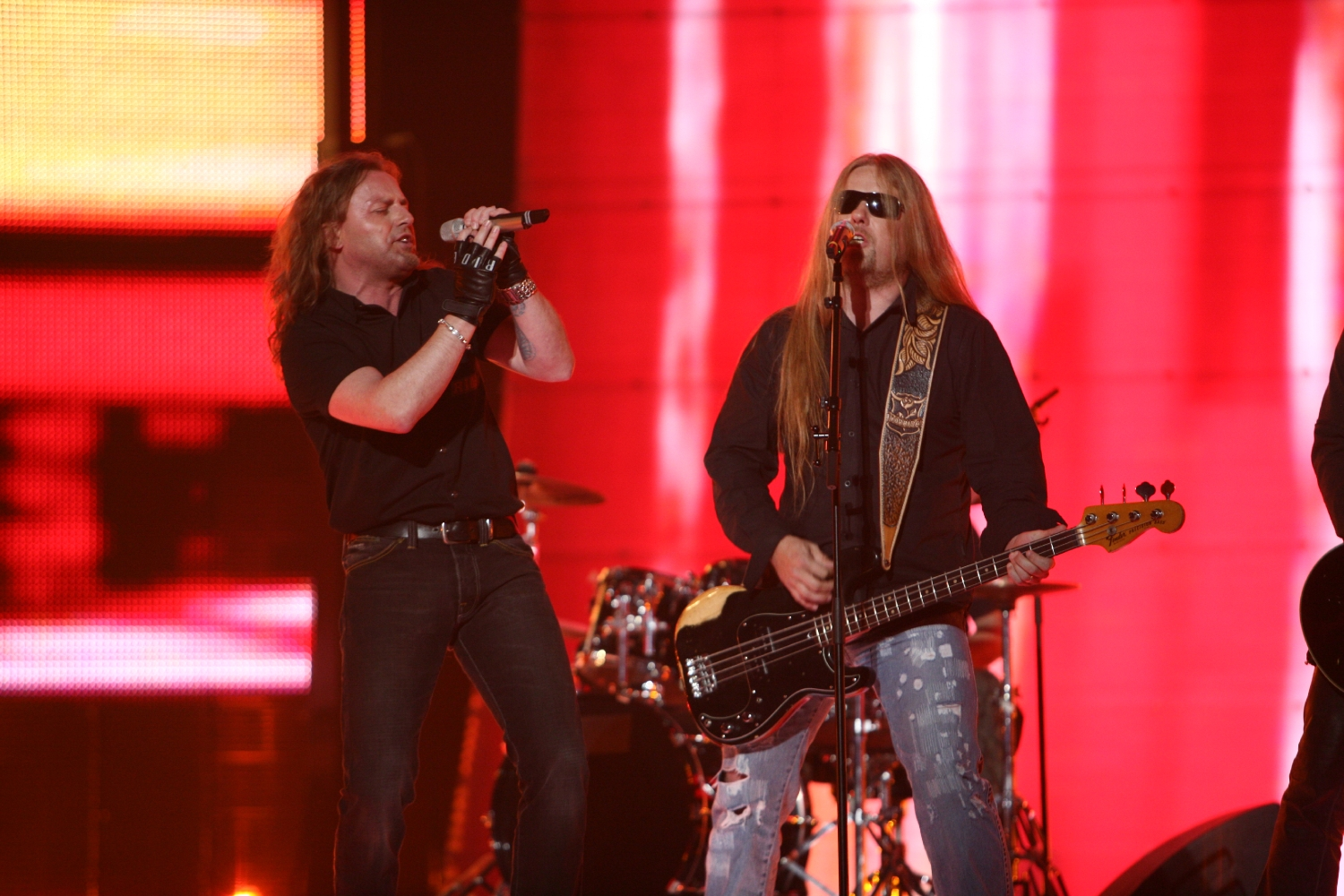
Kabat em Helsínquia (2007)
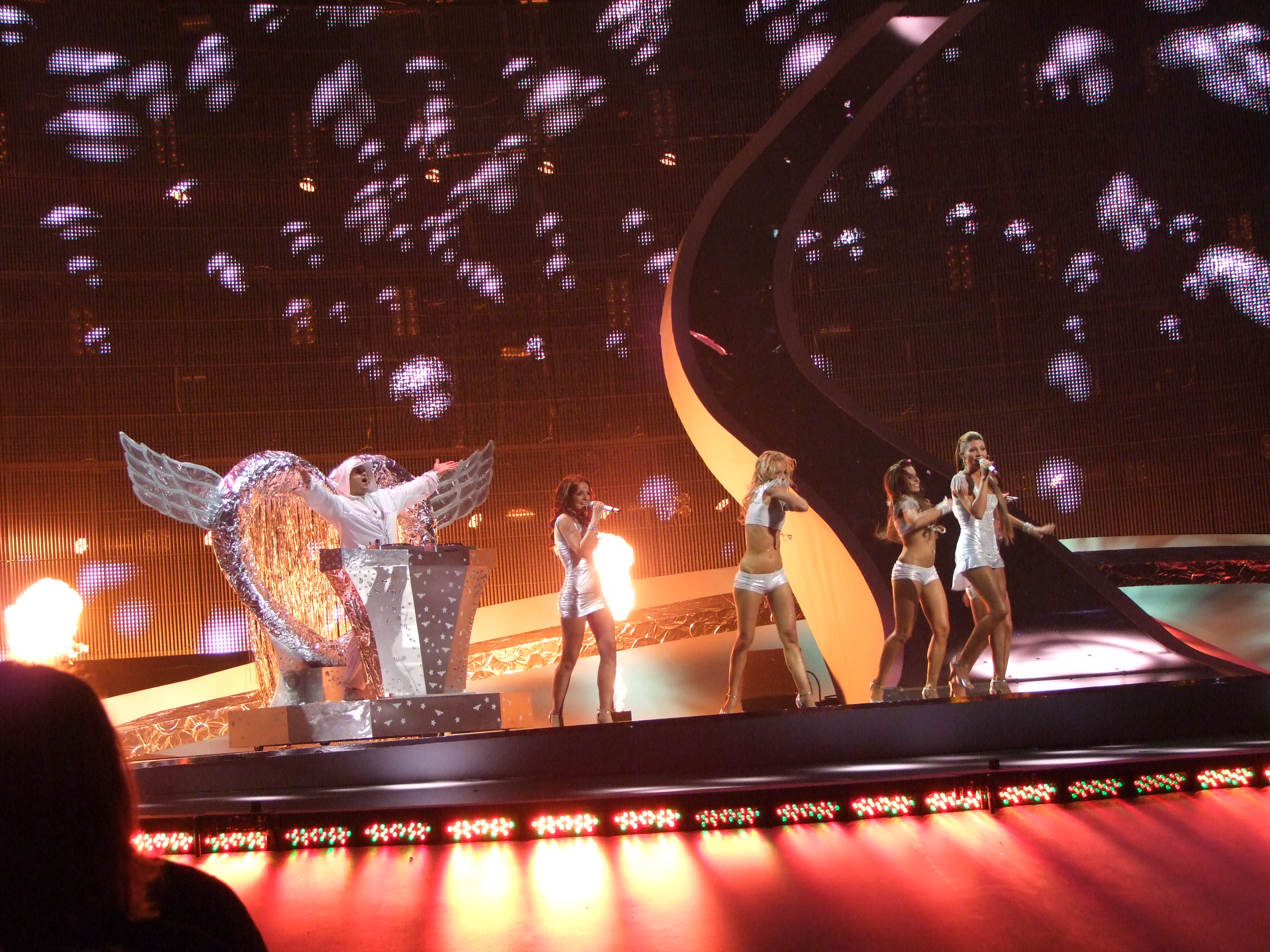
Tereza Kerndlová em Belgrado (2008)
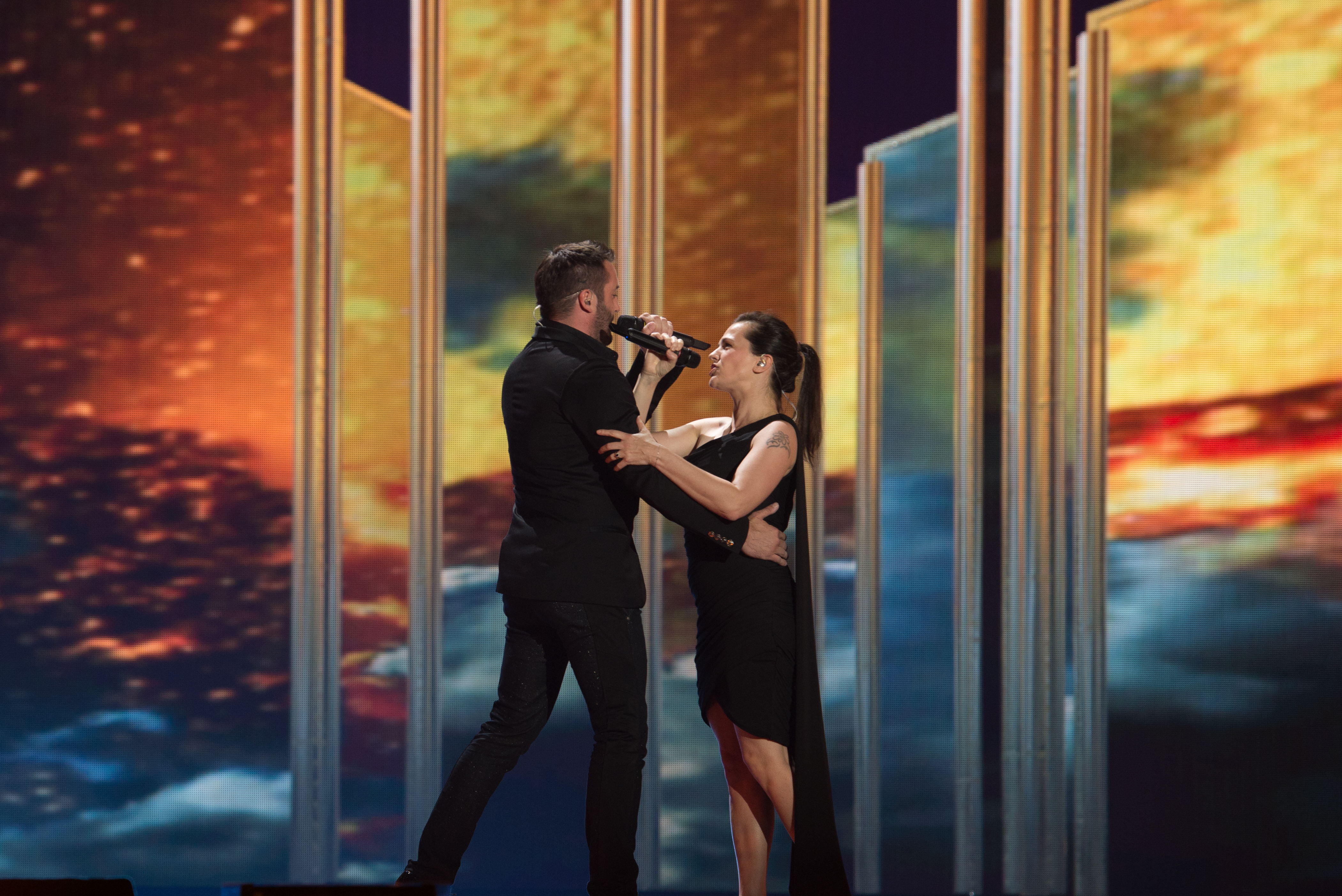
Marta Jandová & Václav Noid Bárta em Viena (2015)
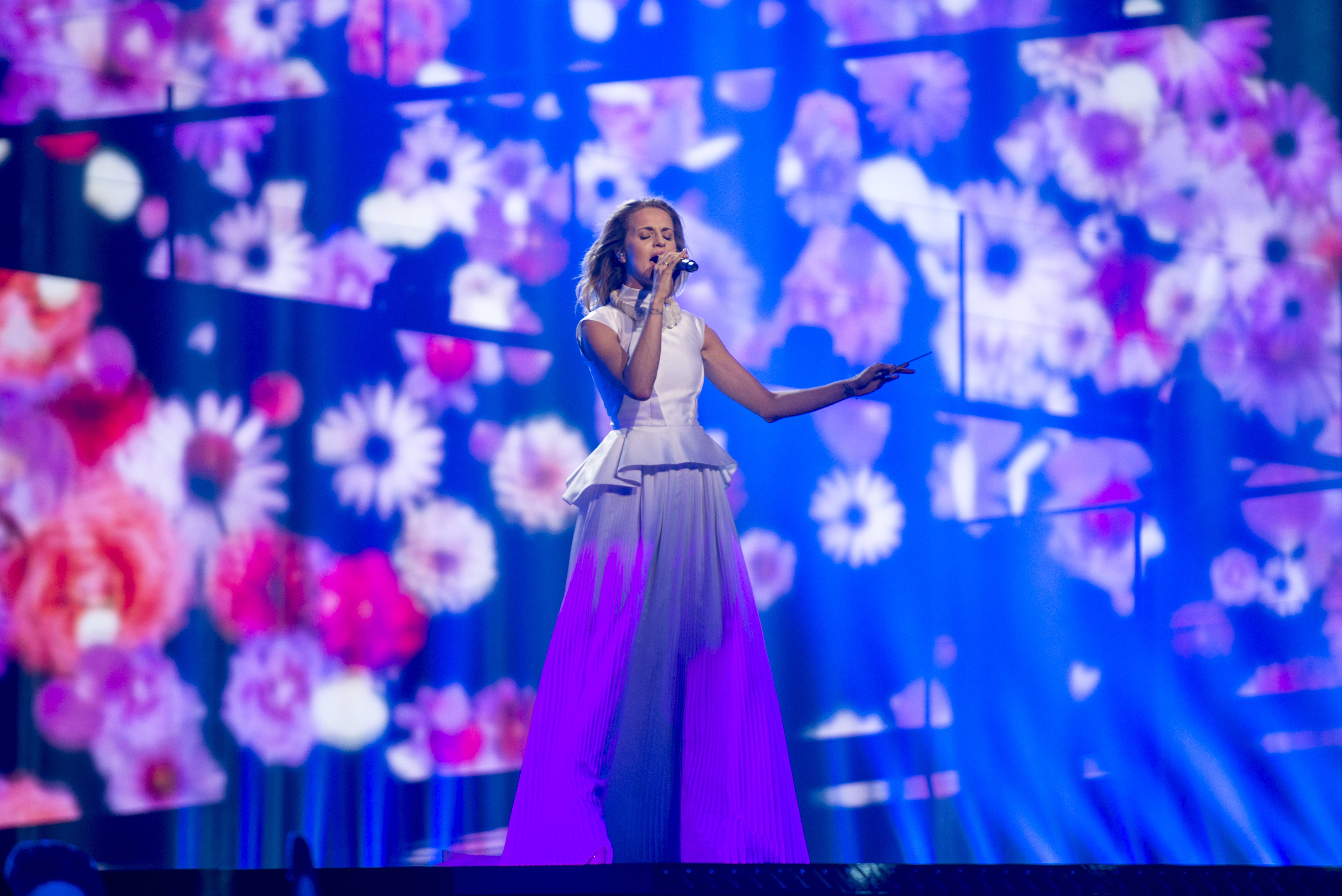
Gabriela Gunčíková em Estocolmo (2016)
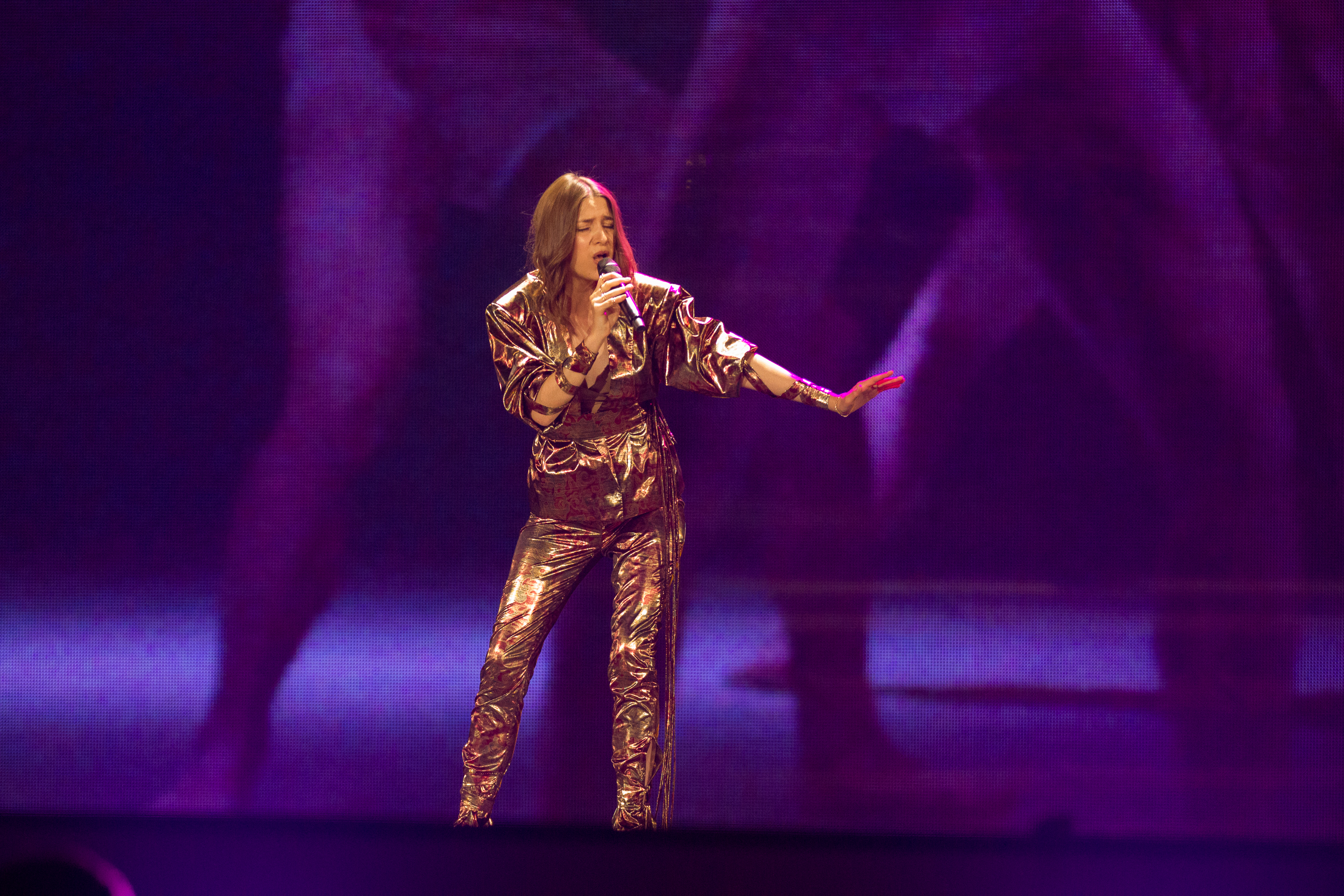
Martina Bárta em Kiev (2017)
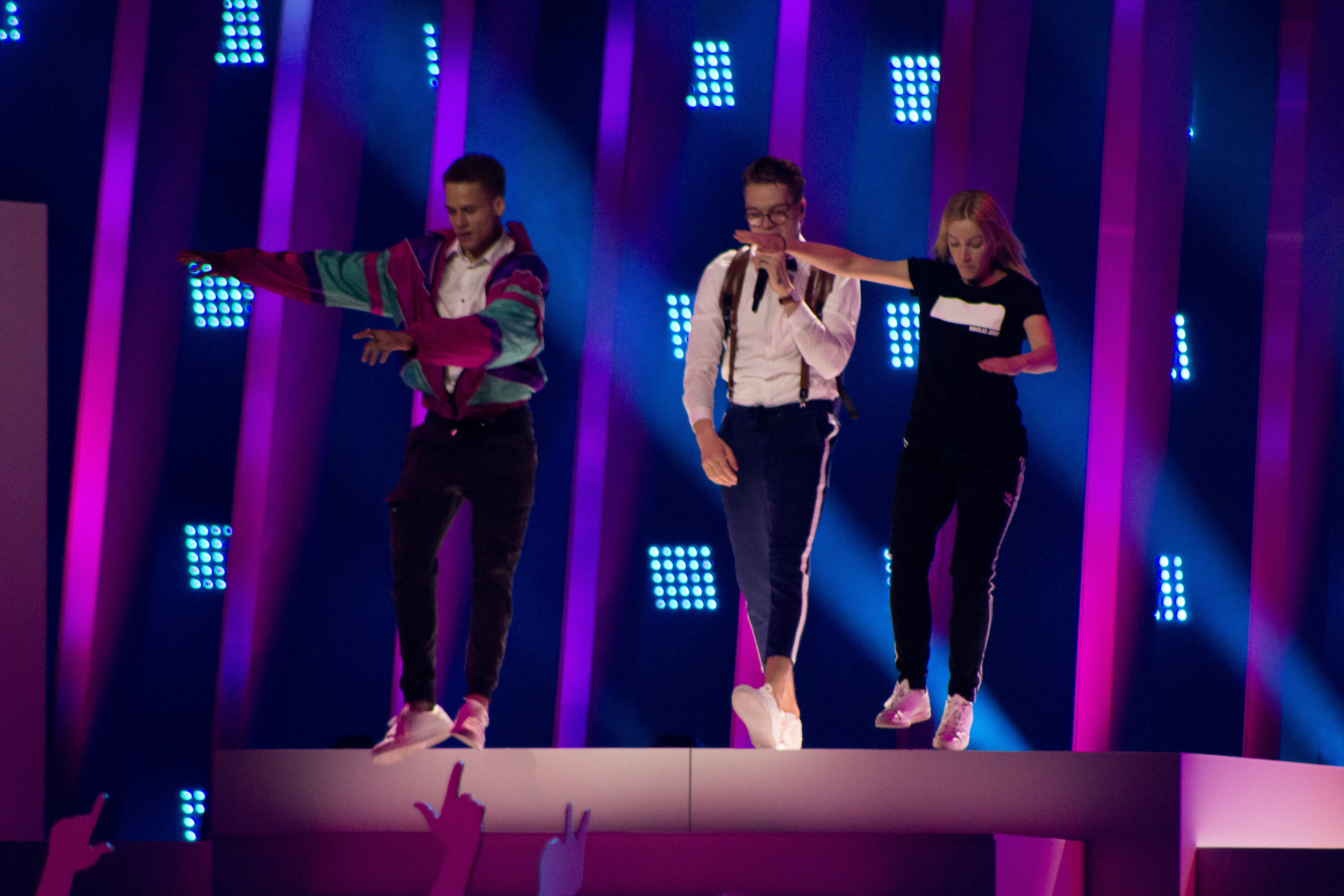
Mikolas Josef em Lisboa (2018)
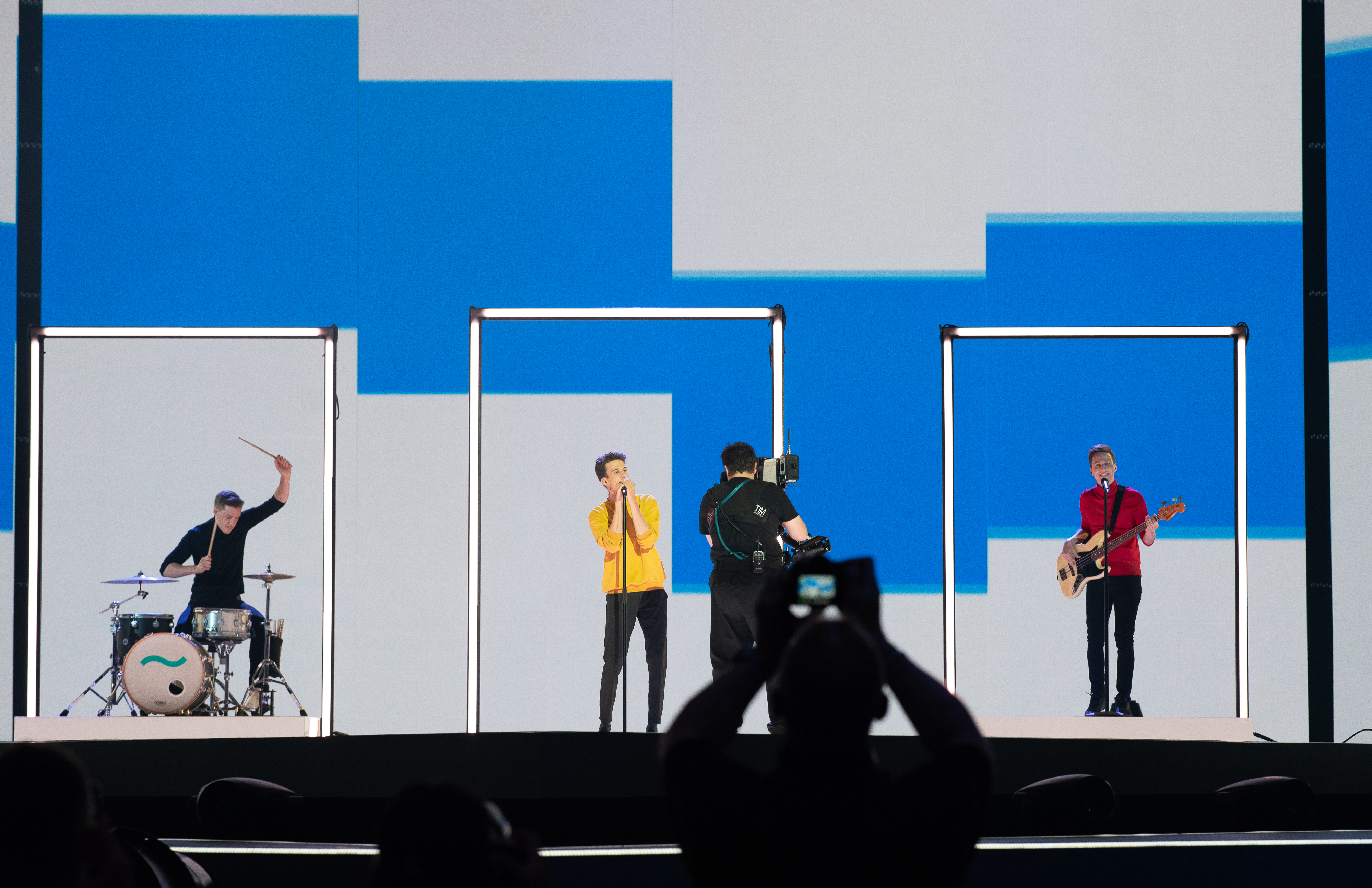
Lake Malawi em Tel Aviv (2019)
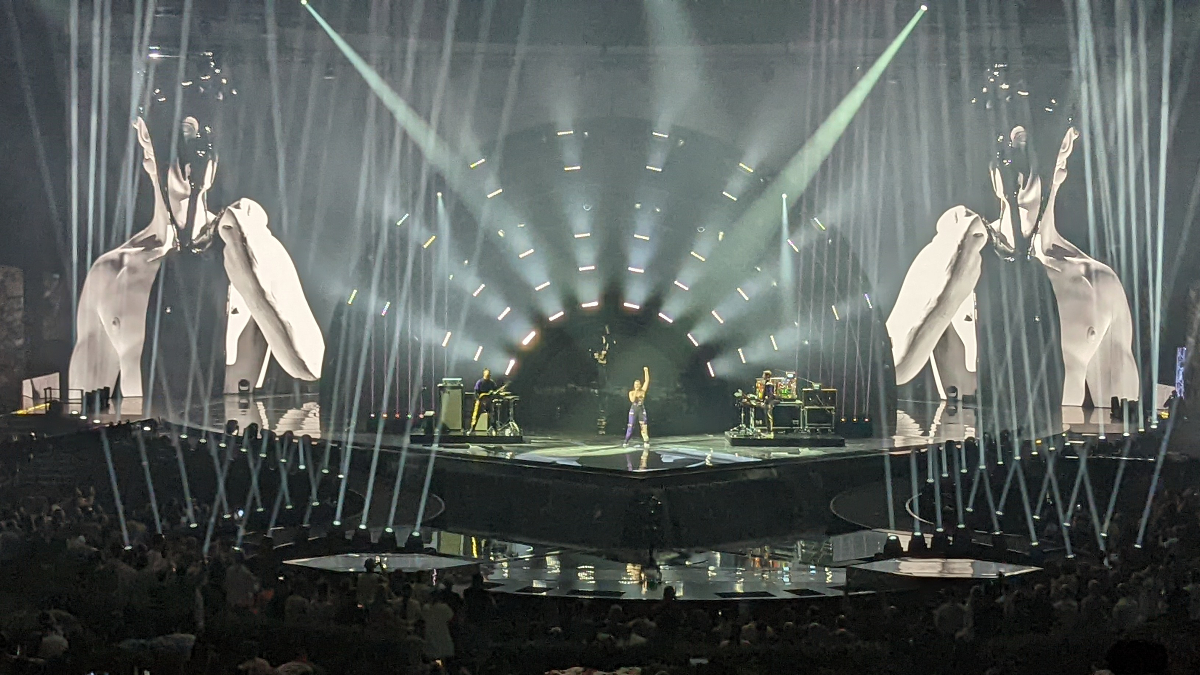
We Are Domi em Turim (2022)
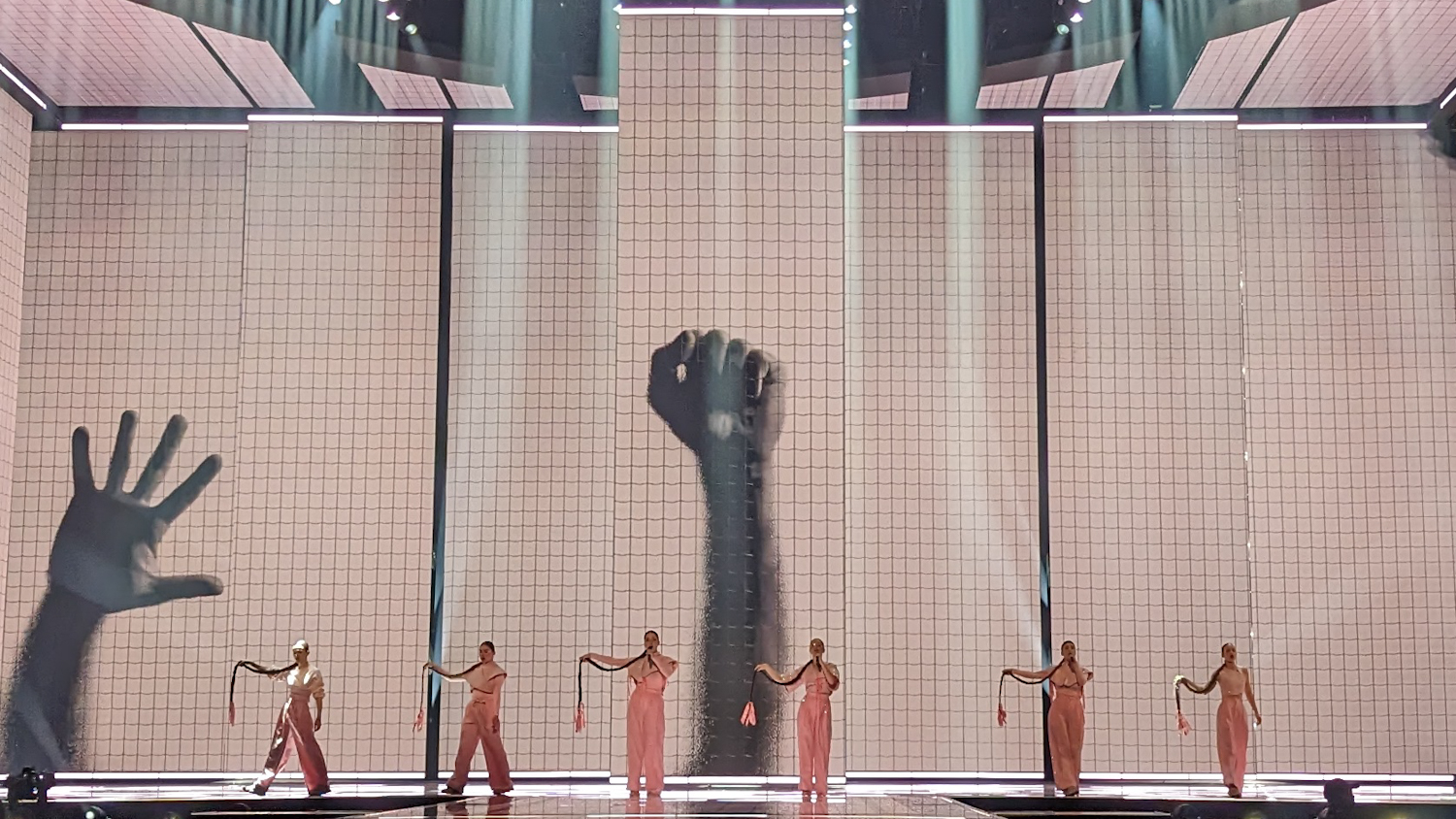
Vesna em Liverpool (2023)

## Participações
Legenda
     Vencedor
     2.º lugar
     3.º lugar
     Pontuação Nula ("Null Points")/Último Lugar
     Melhor classificação (fora do top 3)
     Qualificação para a final (fora do top 3)
     País-anfitrião
     Desclassificado
| #                                | Ano             | Artista                           | Canção                                    | Língua                             | Final                    | Pontos                   | Semi                     | Pontos                   |
| -------------------------------- | --------------- | --------------------------------- | ----------------------------------------- | ---------------------------------- | ------------------------ | ------------------------ | ------------------------ | ------------------------ |
| 1º                               | Helsínquia 2007 | Kabát                             | "Malá Dáma" Pequena dama                  | Checo                              | Não se qualificou        | Não se qualificou        | 28º                      | 1                        |
| 2º                               | Belgrado 2008   | Tereza Kerndlová                  | "Have Some Fun" Tem Alguma Diversão       | Inglês                             | Não se qualificou        | Não se qualificou        | 18º                      | 9                        |
| 3º                               | Moscovo 2009    | Gipsy.cz                          | "Aven Romale" Venham Gypsies              | Inglês & Romani                    | Não se qualificou        | Não se qualificou        | 18º                      | 0                        |
| Não participou entre 2010 e 2014 |                 |                                   |                                           |                                    |                          |                          |                          |                          |
| 4º                               | Viena 2015      | Marta Jandová & Václav Noid Bárta | "Hope Never Dies" Esperança nunca morre   | Inglês                             | Não se qualificou        | Não se qualificou        | 13º                      | 33                       |
| 5º                               | Estocolmo 2016  | Gabriela Gunčíková                | "I Stand" Eu fico                         | Inglês                             | 25º                      | 41                       | 9º                       | 161                      |
| 6º                               | Kiev 2017       | Martina Bárta                     | "My Turn" A minha vez                     | Inglês                             | Não se qualificou        | Não se qualificou        | 13º                      | 83                       |
| 7º                               | Lisboa 2018     | Mikolas Josef                     | "Lie To Me" Mente-me                      | Inglês                             | 6º                       | 281                      | 3º                       | 232                      |
| 8º                               | Tel Aviv 2019   | Lake Malawi                       | "Friend of a Friend" Amiga de um amigo    | Inglês                             | 11º                      | 157                      | 2º                       | 242                      |
|                                  | Roterdão 2020   | Benny Cristo                      | "Kemama" Kemama (Ok, mãe)                 | Inglês                             | A edição não se realizou | A edição não se realizou | A edição não se realizou | A edição não se realizou |
| 9º                               | Roterdão 2021   | Benny Cristo                      | "Omaga" Omaga (Oh meu Deus)               | Inglês & Checo                     | Não se qualificou        | Não se qualificou        | 15º                      | 23                       |
| 10º                              | Turim 2022      | We Are Domi                       | "Lights Off" Luzes Apagadas               | Inglês                             | 22º                      | 38                       | 4º                       | 227                      |
| 11º                              | Liverpool 2023  | Vesna                             | "My Sister's Crown" A coroa da minha irmã | Checo, Inglês, Ucraniano & Búlgaro | 10º                      | 129                      | 4º                       | 110                      |
| 12º                              | Malmö 2024      | Aiko                              | "Pedestal"                                | Inglês                             | Não se qualificou        | Não se qualificou        | 11º                      | 38                       |
| 13º                              | Basileia 2025   | Adonxs                            | "Kiss Kiss Goodbye" Beijo Beijo Adeus     | Inglês                             | Não se qualificou        | Não se qualificou        | 12º                      | 29                       |

| Ano            | Artista                           | Canção               | Final             | Final             | Final             | Final             | Final             | Final             | Semi            | Semi            | Semi            | Semi            | Semi | Semi   |
| Ano            | Artista                           | Canção               | Tlv.              | Pontos            | Júri              | Pontos            | Cl.               | Pontos            | Tlv.            | Pontos          | Júri            | Pontos          | Cl.  | Pontos |
| -------------- | --------------------------------- | -------------------- | ----------------- | ----------------- | ----------------- | ----------------- | ----------------- | ----------------- | --------------- | --------------- | --------------- | --------------- | ---- | ------ |
| Viena 2015     | Marta Jandová & Václav Noid Bárta | "Hope Never Dies"    | Não se qualificou | Não se qualificou | Não se qualificou | Não se qualificou | Não se qualificou | Não se qualificou | 10º             | 51              | 12º             | 34              | 13º  | 33     |
| Estocolmo 2016 | Gabriela Gunčíková                | "I Stand"            | 26º               | 0                 | 21º               | 41                | 25º               | 41                | 12º             | 41              | 4º              | 120             | 9º   | 161    |
| Kiev 2017      | Martina Bárta                     | "My Turn"            | Não se qualificou | Não se qualificou | Não se qualificou | Não se qualificou | Não se qualificou | Não se qualificou | 18º             | 2               | 7º              | 81              | 13º  | 83     |
| Lisboa 2018    | Mikolas Josef                     | "Lie To Me"          | 4º                | 215               | 15º               | 66                | 6º                | 281               | 2º              | 134             | 5º              | 98              | 3º   | 232    |
| Tel Aviv 2019  | Lake Malawi                       | "Friend of a Friend" | 24º               | 7                 | 8º                | 150               | 11º               | 157               | 6º              | 85              | 1º              | 157             | 2º   | 242    |
| Roterdão 2021  | Benny Cristo                      | "Omaga"              | Não se qualificou | Não se qualificou | Não se qualificou | Não se qualificou | Não se qualificou | Não se qualificou | 17º             | 0               | 13º             | 23              | 15º  | 23     |
| Turim 2022     | We Are Domi                       | "Lights Off"         | 22º               | 5                 | 19º               | 33                | 22º               | 38                | 3º              | 125             | 5º              | 102             | 4º   | 227    |
| Liverpool 2023 | Vesna                             | "My Sister's Crown"  | 17º               | 35                | 10º               | 94                | 10º               | 129               | Apenas televoto | Apenas televoto | Apenas televoto | Apenas televoto | 4º   | 110    |
| Malmö 2024     | Aiko                              | "Pedestal"           | Não se qualificou | Não se qualificou | Não se qualificou | Não se qualificou | Não se qualificou | Não se qualificou | Apenas televoto | Apenas televoto | Apenas televoto | Apenas televoto | 11º  | 38     |
| Basileia 2025  | Adonxs                            | "Kiss Kiss Goodbye"  | Não se qualificou | Não se qualificou | Não se qualificou | Não se qualificou | Não se qualificou | Não se qualificou | Apenas televoto | Apenas televoto | Apenas televoto | Apenas televoto | 12º  | 29     |

## Comentadores e porta-vozes
| Ano(s) | Comentador                | Emissora                                         | Votação              | Votação          | Votação        | Votação               | Refs.                       |
| Ano(s) | Comentador                | Emissora                                         | Porta-voz            | Idioma utilizado | Cidade         | Plano de fundo        | Refs.                       |
| ------ | ------------------------- | ------------------------------------------------ | -------------------- | ---------------- | -------------- | --------------------- | --------------------------- |
| 2006   | Kateřina Kristelová       | ČT2 (final)                                      | Não participou       | Não participou   | Não participou | Não participou        | [ 47 ]                      |
| 2007   | Kateřina Kristelová       | ČT1                                              | Andrea Savane        | Inglês           | Praga          | Castelo de Praga      | [ 48 ]                      |
| 2008   | Kateřina Kristelová       | ČT1                                              | Petra Šubrtová       | Inglês           | Praga          | Ponte Carlos          | [ 49 ]                      |
| 2009   | Jan Rejžek                | ČT2 (2ª semifinal) ČT1 (1ª semifinal e final)    | Petra Šubrtová       | Inglês           | Praga          | Ponte Carlos          | [ 50 ]                      |
| 2010   | Sem transmissão           | Sem transmissão                                  | Não participou       | Não participou   | Não participou | Não participou        |                             |
| 2011   | Sem transmissão           | Sem transmissão                                  | Não participou       | Não participou   | Não participou | Não participou        |                             |
| 2012   | Sem transmissão           | Sem transmissão                                  | Não participou       | Não participou   | Não participou | Não participou        |                             |
| 2013   | Sem transmissão           | Sem transmissão                                  | Não participou       | Não participou   | Não participou | Não participou        |                             |
| 2014   | Sem transmissão           | Sem transmissão                                  | Não participou       | Não participou   | Não participou | Não participou        |                             |
| 2015   | Aleš Háma                 | ČT art (2ª semifinal) ČT1 (1ª semifinal e final) | Daniela Písařovicová | Inglês           | Praga          | Catedral de São Vito  | [ 51 ]                      |
| 2016   | Libor Bouček              | ČT2 (2ª semifinal) ČT1 (1ª semifinal e final)    | Daniela Písařovicová | Inglês           | Praga          | Pontes do Rio Moldava | [ 52 ]                      |
| 2017   | Libor Bouček              | ČT2 (2ª semifinal) ČT1 (1ª semifinal e final)    | Radka Rosická        | Inglês           | Praga          | Pontes do Rio Moldava | [ 53 ]                      |
| 2018   | Libor Bouček              | ČT2 (2ª semifinal) ČT1 (1ª semifinal e final)    | Radka Rosická        | Inglês           | Praga          | Pontes do Rio Moldava | [ 54 ] [ 55 ]               |
| 2019   | Libor Bouček              | ČT2 (2ª semifinal) ČT1 (1ª semifinal e final)    | Radka Rosická        | Inglês           | Praga          | Panorama de Praga     | [ 56 ]                      |
| 2021   | Jan Maxián e Albert Černý | ČT2 (2ª semifinal) ČT1 (1ª semifinal e final)    | Taťána Kuchařová     | Inglês           | Praga          | Catedral de São Vito  | [ 53 ] [ 57 ]               |
| 2022   | Jan Maxián                | ČT2                                              | Taťána Kuchařová     | Inglês           | Praga          | Panorama de Praga     | [ 58 ] [ 59 ] [ 60 ] [ 61 ] |
| 2023   | Jan Maxián                | ČT2                                              | Radka Rosická        | Inglês           | Praga          | Panorama de Praga     | [ 62 ] [ 63 ] [ 64 ] [ 65 ] |

### Emissões especiais
| Ano(s)                          | Comentador televisivos | Emissora | Ref.          |
| ------------------------------- | ---------------------- | -------- | ------------- |
| Eurovisão: Europe Shine A Light | Jan Maxián             | ČT art   | [ 66 ] [ 67 ] |

## Votação
| Chéquia deu mais pontos a: | Chéquia deu mais pontos a: | Chéquia deu mais pontos a: |
| #                          | País                       | Pontos                     |
| -------------------------- | -------------------------- | -------------------------- |
| 1                          | Finlândia                  | 85                         |
| 2                          | Islândia                   | 84                         |
| 3                          | Israel                     | 80                         |
| 4                          | Espanha                    | 77                         |
| 5                          | Croácia                    | 72                         |

| Chéquia recebeu mais pontos a: | Chéquia recebeu mais pontos a: | Chéquia recebeu mais pontos a: |
| #                              | País                           | Pontos                         |
| ------------------------------ | ------------------------------ | ------------------------------ |
| 1                              | Ucrânia                        | 118                            |
| 2                              | Azerbaijão                     | 113                            |
| 3                              | Suécia                         | 101                            |
| 4                              | Islândia                       | 98                             |
| 5                              | Arménia                        | 95                             |

### Membros do júri
| Ano(s) | Membros do júri | Membros do júri | Membros do júri      | Membros do júri    | Membros do júri                                   | Ref(s) |
| ------ | --------------- | --------------- | -------------------- | ------------------ | ------------------------------------------------- | ------ |
| 2009   | Andrea Savane   | Petr Čáp        | Jitka Benešová       | Michal Dvořák      | Vladimir Vlasák                                   | [ 53 ] |
| 2015   | Jitka Benešová  | Honza Dědek     | Jaroslav Špulák      | Vladimír Bár       | Jan Maxián                                        | [ 68 ] |
| 2016   | Miloš Skalka    | Pavel Anděl     | Marcela Kočandrlová  | Petr Král          | Markéta Nešlehová                                 | [ 69 ] |
| 2017   | Janis Sidovský  | Eddie Stoilow   | Elis Mraz            | Kateřina Říhová    | Lucie Dvořáková (1ª semifinal) Karel Hodr (final) | [ 70 ] |
| 2018   | Ota Balage      | Jan P. Muchow   | Hana Biriczová       | Berenika Kohoutová | Jiří Vidasov                                      | [ 71 ] |
| 2019   | Jitka Zelenková | Iva Boková      | Šimon Holý           | Ondřej Cikán       | Aneta Kharitonova                                 | [ 72 ] |
| 2021   | Milan Havrda    | Tonya Graves    | Deborah Kahl         | Eliška Mrázová     | Miroslav Žbirka                                   | [ 73 ] |
| 2022   | Annabelle       | Jan Vávra       | Marcell              | Marta Říhová       | Ondra Fiedler                                     | [ 74 ] |
| 2023   | Lukáš Chromek   | Miloš Dvořáček  | Ana Maria de Almeida | Elizabeth Kopecká  | Kateřina Králová                                  | [ 75 ] |

## Idiomas a concurso
| Línguas   | Vezes | Anos                                                       |
| --------- | ----- | ---------------------------------------------------------- |
| Inglês    | 10    | 2008, 2009, 2015, 2016, 2017, 2018, 2019, 2021, 2022, 2023 |
| Checo     | 3     | 2007, 2021, 2023                                           |
| Romani    | 1     | 2009                                                       |
| Ucraniano | 1     | 2023                                                       |
| Búlgaro   | 1     | 2023                                                       |